# Gouvernement Jerusalem
Das Gouvernement Jerusalem (arabisch ممحافظة القدس, DMG Muḥāfaẓat al-Quds) ist ein Gouvernement der Palästinensischen Autonomiebehörde bzw. des Staates Palästina. Die Bezirkshauptstadt ist Ostjerusalem. Das Gouvernement hat zwei Unterbezirke: Jerusalem J1 und Jerusalem J2. Jerusalem J1 umfasst die Teile des Westjordanlandes, die 1980 von Israel annektiert wurden und zur israelischen Gemeinde Jerusalem gehören. Jerusalem J1 wird normalerweise als Ostjerusalem bezeichnet. Jerusalem J2 umfasst die Teile des Gouvernements, die nicht in J1 enthalten sind.
Nach Angaben des Palästinensischen Zentralbüros für Statistik hat das Gouvernement zur Jahresmitte 2017 435.753 Einwohner. Bis 2020 stieg diese Zahl auf 461.666 Einwohner.

## Demografie
Die Bevölkerung ist im Durchschnitt sehr jung und ca. 35,9 Prozent sind jünger als 15 Jahren, während nur 3,9 Prozent über 65 Jahre alt sind. 2017 waren laut einer Zählung 97,7 Prozent der Bevölkerung Muslime und 2,2 Prozent waren Christen. Einwohner jüdischer Siedlungen wurden dabei nicht erfasst. 61,2 Prozent der Gesamtbevölkerung waren im selben Jahr Flüchtlinge oder Vertriebene.
| Zensusjahr | Einwohnerzahl |
| ---------- | ------------- |
| 1997       | 328.601       |
| 2007       | 363.649       |
| 2017       | 435.753       |

## Politik
Nach dem arabisch-israelischen Krieg von 1948 wurde Jerusalem geteilt. Westjerusalem kam unter israelische Herrschaft und Ostjerusalem, einschließlich der Altstadt, wurde bis 1967 von Jordanien kontrolliert. Im Sechstagekrieg von 1967 besetzte Israel das Westjordanland und vereinte die beiden Teile der Stadt. Ostjerusalem wurde zusammen mit anderen Teilen des Westjordanlandes und Westjerusalem in einer Gemeinde zusammengefasst. Gemäß einer Vereinbarung zwischen der PLO und Israel können jedoch auch die palästinensischen Einwohner Ostjerusalems, die dies wünschen, an den Wahlen innerhalb Palästinas teilnehmen, und diejenigen, die die israelische Staatsbürgerschaft angenommen haben, können an den Wahlen für die Knesset, das israelische Parlament, teilnehmen.

## Orte
- Ostjerusalem
- Abu Dis
- El Qubeibeh